# Tomáš Vlček
Tomáš Vlček (Kladno, 28 de febrero de 2001) es un futbolista checo que juega en la demarcación de defensa para el SK Slavia Praga de la Liga de Fútbol de la República Checa.

## Selección nacional
Tras jugar con las categorías inferiores de la selección, finalmente el 26 de marzo de 2024 hizo su debut con la selección de República Checa en un partido amistoso contra Armenia que finalizó con un resultado de 2-1 a favor del combinado checo tras los goles de Edgar Sevikyan para Armenia, y de Ladislav Krejčí y Tomáš Chorý para el combinado checo.

### Participaciones en Eurocopas
| Copa          | Sede     | Resultado    | Partidos | Goles |
| ------------- | -------- | ------------ | -------- | ----- |
| Eurocopa 2024 | Alemania | Primera fase | 0        | 0     |

## Clubes
| Club                              | País            | Año       | Partidos | Goles |
| --------------------------------- | --------------- | --------- | -------- | ----- |
| SK Slavia Praga                   | República Checa | 2018-2019 | 2        | 0     |
| FK Viagem Ústí nad Labem (cedido) | República Checa | 2019      | 9        | 0     |
| FC Vysočina Jihlava (cedido)      | República Checa | 2021      | 61       | 1     |
| FK Pardubice                      | República Checa | 2022-2023 | 35       | 1     |
| SK Slavia Praga                   | República Checa | 2023-     | 41       | 0     |

## Palmarés

### Títulos nacionales
| Título                               | Club               | País            | Año  |
| ------------------------------------ | ------------------ | --------------- | ---- |
| Liga de Fútbol de la República Checa | S. K. Slavia Praga | República Checa | 2025 |